# Aldo Rebecchi
Aldo Rebecchi (Toscolano-Maderno, 10 de abril de 1946 – Bréscia, 6 de dezembro de 2021) foi um político italiano. Membro do Partido Comunista Italiano, Partido Democrático de Esquerda, Democratas de Esquerda e Partido Democrático, serviu na Câmara dos Deputados de 1987 a 2001.